# سیارک ۱۱

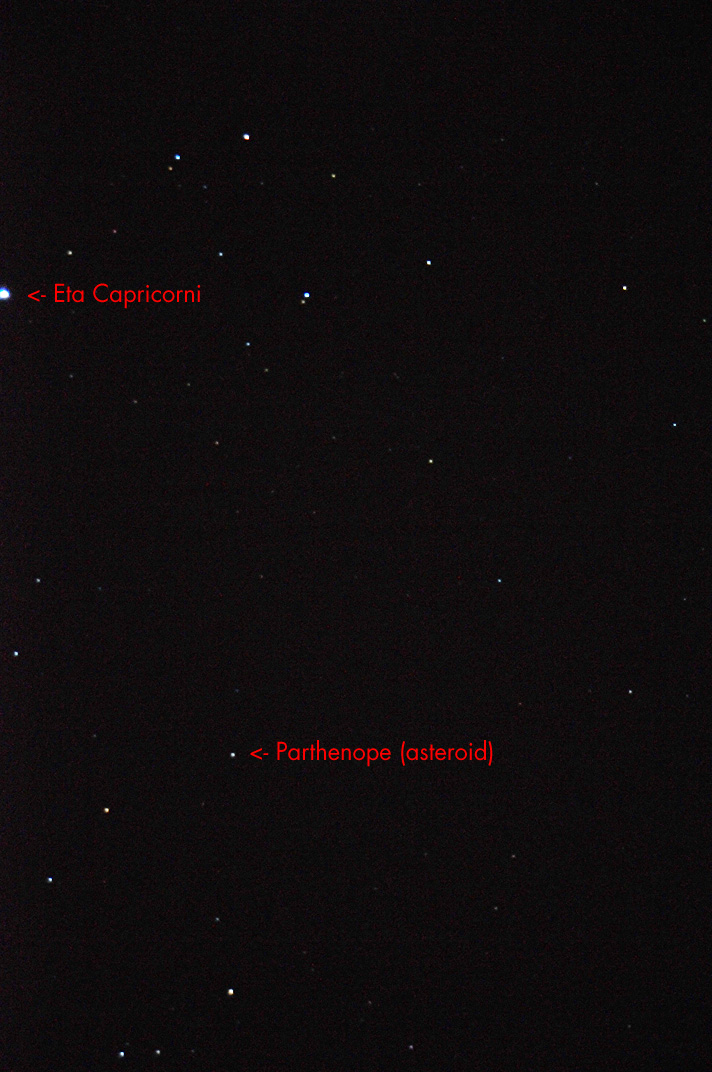
سیارک ۱۱ (پایین) در منظومهٔ خورشیدی - ۲۰۱۰

سیارک ۱۱ (به انگلیسی: 11 Parthenope) یازدهمین سیارک کشف شده‌است که در ۱۱ مه ۱۸۵۰ و در ناپل کشف شد.
قدر مطلق سیارک برابر ۶٫۵۵ است.